# Elżbieta Kostowska-Watanabe
Elżbieta Maria Watanabe, także Kostowska-Watanabe (ur. 25 stycznia 1948 w Pabianicach, zm. 14 grudnia 2017 w Łodzi) – polska socjolożka, dr. hab..

## Życiorys
W 1971 ukończyła studia socjologiczne na Uniwersytecie Warszawskim, 29 września 1978 uzyskała tamże doktorat za pracę pt. Idea równości społecznej. 21 czerwca 2016 habilitowała się na Uniwersytecie Mikołaja Kopernika w Toruniu na podstawie pracy zatytułowanej Transformacja Japonii w okresie Meiji i Taishō- nowi ludzie w nowych czasach w: Zmiany społeczne w Japonii w XIX i XX wieku. Została zatrudniona na stanowisku adiunkta w Katedrze Etnologii i Antropologii Kulturowej na Wydziale Nauk Historycznych Uniwersytetu Mikołaja Kopernika w Toruniu.
Córka Stanisława i Eufemii. Zmarła 14 grudnia 2017. Pochowana w Pabianicach.